# Спрингер, Фрэнк
Фрэнк Спрингер (англ. Frank Springer; 6 декабря 1929 — 2 апреля 2009) — американский художник комиксов.

## Ранние годы
Спрингер родился в Нью-Йорке и переехал с семьёй в округ Нассо, когда ему было около 10 лет. Он окончил среднюю школу в Малверне в 1948 году. У Спрингера была сестра, которая умерла раньше него. На творчество Фрэнка повлияли такие художники, как Норман Роквелл, Дин Корнуэлл и Джозеф Лейендекер. Спрингер получил художественное образование в Сиракузском университете в 1952 году, а после призыва в том же году служил в армии США до 1954 года.

## Награды
- National Cartoonists Society Reuben Award — Comic Books (Story): 1973, 1977 и 1981[5]
- Inkpot Award[англ.]: 2004[6]